# Nahal Kziv
Nahal Kziv (în ebraică נחל כזיב) (lit. "Pârâul Kziv") sau Valea Cornului (în arabă وادي القرن) este un curs de 39 de kilometri de pârâu peren din Galileea  superioară, Israel. În timpul iernii, precipitațiile umplu canalul, iar izvoarele de-a lungul albiei râului se adaugă la debit. În prezent, Mekorot (compania națională israeliană de apă) pompează apa izvorului principal al râului, Ein Ziv, și o furnizează locuitorilor Galileii de Vest, făcând canalul dintre Ein Ziv și Ein Tamir un pârâu intermitent. Pe creasta sudică cu vedere spre vale se află castelul cruciat din secol al XII-lea, Montfort vechiul sediu al Ordinului Teutonic din Țara Sfântă.

## Geografie

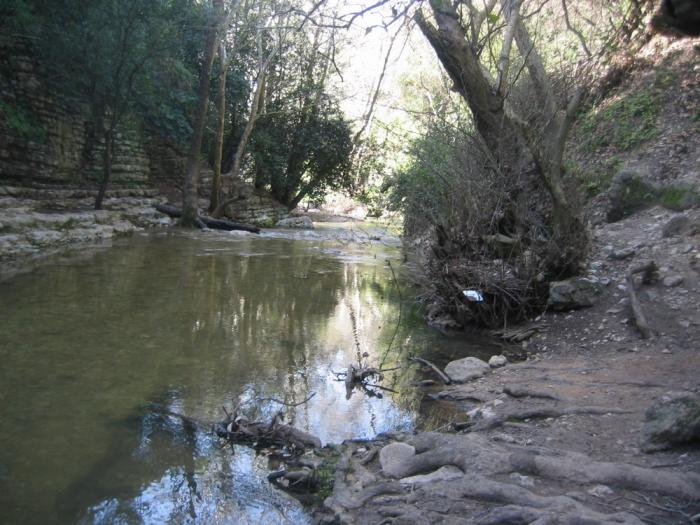
Nahal Kziv

Valea Cornului curge din partea de vest a Muntelui Meron în apropiere de Beit Jann, spre vest până la estuarul său, la nord dei Achziv. Este cel mai lung pârâu din Galileea, cu cel mai larg bazin de drenaj. Canalul trece în apropiere de Hurfeish, Abirim, Mi'ilya, Mitzpe Hila, Neve Ziv, Goren, Manot, și Ma'a lot-Tarshiha. Izvoarele de-a lungul canalului includ:
- Ein Ziv
- Ein Tamir (după care pârâul devine peren).
- Ein Hardalit
- Ein Yakim

## Rezervație naturală
Cea mai mare parte a pârâului face parte dintr-o rezervație naturală care îi poartă numele, și include Castelul Montfort și alte ruine din perioada cruciadelor. O sculptură în piatră a unui bărbat, înaltă de 1,78 m, poate fi văzută în apropierea locului în care pârâul Abirim se varsă în Valea Cornului. Sculptura datează din perioada elenistică.
Flora din zonă include Lilium candidum, Rubus sanguineus, Nerium oleander, Platanus orientalis, Artemisia arborescens, și Căprioare persane au fost aduse în zonă în 1996, ca parte a unui efort de a preveni dispariția speciei. Alte animale sălbatice aparținând rezervației naturale includ șacalii de aur, lupii, mistreții și hiena rară cu dungi.